# NGC 1668
NGC 1668 ist eine elliptische Galaxie vom Hubble-Typ E/SB0 im Sternbild Grabstichel am Südsternhimmel. Sie ist schätzungsweise 441 Millionen Lichtjahre von der Milchstraße entfernt.
Das Objekt wurde am 1. Dezember 1837 von John Herschel entdeckt.